# Lophaetus
Lophaetus is een monotypisch geslacht van vogels uit de familie van de havikachtigen (Accipitridae). De wetenschappelijke naam van het geslacht is voor het eerst geldig gepubliceerd in 1847 door Johann Jakob Kaup. De enige soort is:
- Lophaetus occipitalis – Afrikaanse zwarte kuifarend